# Elisabeth Kaiser
Elisabeth Kaiser (nascida Lier, nascida em 4 de março de 1987) é uma política alemã do Partido Social-Democrata (SPD) que actua como membro do Bundestag pelo estado da Turíngia desde 2017.

## Carreira política
Kaiser tornou-se membro do Bundestag nas eleições federais alemãs de 2017, representando Gera. Ela é membro da Comissão de Assuntos Internos e da Comissão de Construção, Habitação, Desenvolvimento Urbano e Comunidades.
Além das suas atribuições no comité, Kaiser é membro da delegação alemã na Assembleia Parlamentar Franco-Alemã desde 2019.

## Outras actividades
- Fórum Empresarial do Partido Social-Democrata da Alemanha, Membro do Conselho Consultivo Político (desde 2020)[5]
- Agência Federal de Educação Cívica (BPB), Membro do Conselho de Curadores (desde 2018)[6]